# Edeltraud Hollay
Edeltraud Hollay (* 17. März 1946 in Ravensburg) ist eine baden-württembergische Politikerin der SPD. Sie war am Ende der 13. Wahlperiode von 18. Oktober 2005 bis 22. Februar 2006 als Nachfolgerin für Ulrich Maurer (WASG) Mitglied des Landtags von Baden-Württemberg.

## Ausbildung und Beruf
Nach der Mittleren Reife an der Höheren Handelsschule in Ravensburg arbeitete Edeltraud Hollay zunächst als Sekretärin. Danach bildete sie sich zur Hauswirtschaftlichen Elektroberaterin und später zur Technischen Lehrerin weiter. Sie arbeitete im Schuldienst und bei der Verbraucherzentrale Baden-Württemberg in Stuttgart. Bei der Leonberger Bausparkasse war sie danach für die Redaktion der Kunden- und der Mitarbeiterzeitschrift zuständig. Seit 1991 war sie freiberuflich als Journalistin tätig.

## Politische Tätigkeit
Edeltraud Hollay ist seit 1979 Mitglied der SPD. Von 1982 bis 1985 war sie Mitglied des Kreisvorstands Stuttgart und von 1992 bis 1997 Bezirksbeirätin. Dem Gemeinderat der Landeshauptstadt Stuttgart gehörte sie von 1989 bis
2004 an; ab 1996 war sie dort stellvertretende Vorsitzende der SPD-Fraktion. Mitglied der Regionalversammlung des Verbands Region Stuttgart ist sie seit 2004. Am Ende der 13. Wahlperiode war sie von 18. Oktober 2005 bis zur letzten Sitzung am 22. Februar 2006 Mitglied des Landtags von Baden-Württemberg, als Nachfolgerin für Ulrich Maurer (WASG), der sein Landtagsmandat aufgab, da er in den Bundestag gewählt worden war.

## Familie und Privates
Edeltraud Hollay ist römisch-katholisch. Sie ist verheiratet und kinderlos.